# Thomas Rohregger
Thomas Rohregger (Innsbruck, 23 dicembre 1982) è un ciclista su strada austriaco, professionista dal 2003 al 2013, con caratteristiche di scalatore.

## Carriera
Originario del Tirolo, comincia a gareggiare piuttosto tardi, all'età di diciannove anni, prima nella mountain bike e poi su strada. Passa professionista nel 2003 con il Team Hervis Copyright, squadra austriaca di categoria GS3. Nel 2007, con la maglia della ELK Haus-Simplon, consegue la prima vittoria in carriera facendo sua la terza tappa del Giro d'Austria, corsa che poi vincerà l'anno successivo.
Nel 2009 si accasa al Team Milram, ottenendo il ventinovesimo posto finale al Giro d'Italia 2009. L'anno dopo si aggiudica invece la classifica scalatori al Tour Down Under; corre quindi una buona prima settimana al Giro d'Italia 2010, arrivando fino alla nona posizione nella classifica generale, ma deve poi ritirarsi durante l'undicesima tappa.
Nel 2011 si trasferisce alla neonata formazione lussemburghese Team Leopard-Trek; in quella stagione partecipa alla Vuelta a España contribuendo al sesto posto finale del compagno di squadra Maxime Monfort.
Al termine della stagione 2013 annuncia il ritiro dall'attività agonistica.

## Palmarès
- 2007 (Elk Haus, una vittoria)

3ª tappa Österreich-Rundfahrt (Salisburgo > Kitzbüheler Horn)
- 2008 (Elk Haus, una vittoria)

Classifica generale Österreich-Rundfahrt
- 2010 (Team Milram, una vittoria)

Bad Ischl

### Altri successi
- 2007 (Elk Haus, una vittoria)

Criterium di Gmünd
- 2010 (Team Milram, una vittoria)

Classifica scalatori Tour Down Under
- 2011 (Team Leopard-Trek, una vittoria)

1ª tappa Vuelta a España (Benidorm, cronosquadre)

## Piazzamenti

### Grandi Giri
- Giro d'Italia

2009: 29º
2010: ritirato (11ª tappa)
2011: non partito (5ª tappa)
2012: 31º
- Tour de France

2010: 74º
- Vuelta a España

2009: non partito (10ª tappa)
2011: 28º

### Classiche monumento
- Giro di Lombardia

2009: 111º
2012: ritirato

### Competizioni mondiali
- Campionati del mondo

Lisbona 2001 - In linea Under-23: 64º
Verona 2004 - Cronometro Under-23: 24º
Verona 2004 - In linea Under-23: 33º
Salisburgo 2006 - Cronometro Elite: 47º
Varese 2008 - In linea Elite: 34º
Copenaghen 2011 - In linea Elite: 46º
- Giochi olimpici

Pechino 2008 - In linea: 39º